# کوکی فوکوی
کوکی فوکوی (انگلیسی: Koki Fukui؛ زادهٔ ۴ نوامبر ۱۹۹۵) بازیکن فوتبال اهل ژاپن است.